# Domaine de Toyama

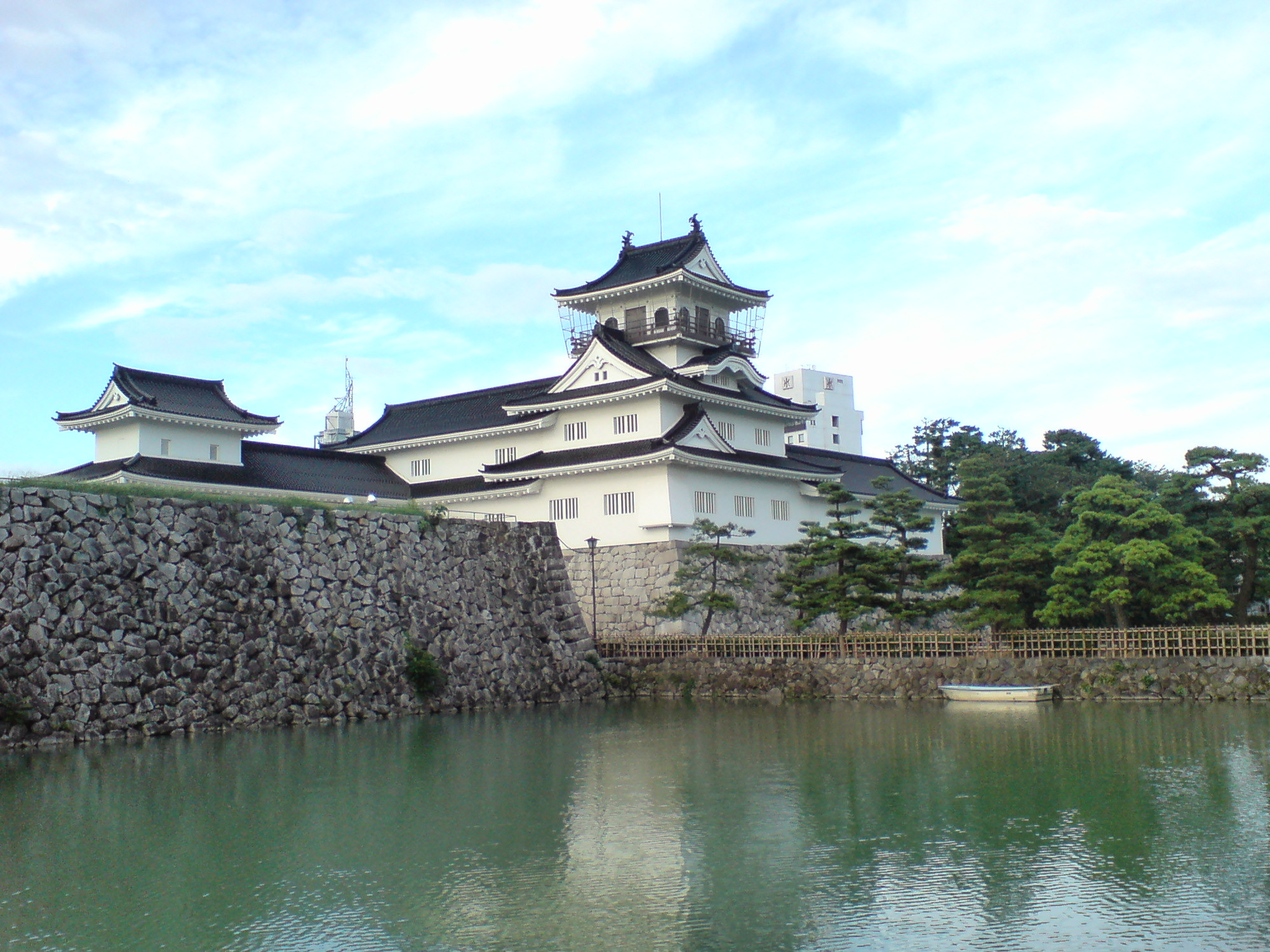
Le château de Toyama.

Le domaine de Toyama (富山藩, Toyama-han) est un fief féodal japonais de l'époque d'Edo situé dans la province d'Etchū (actuelle préfecture de Toyama). Il était dirigé à partir du château de Toyama dans l'actuelle ville de Toyama par une branche du clan Maeda du domaine de Kaga après avoir été créé par Maeda Toshitsugu, petit-fils de Maeda Toshiie.

## Histoire
En 1639, le 3e daimyō du domaine de Kaga, Maeda Toshitsune, quitte son poste et divise son domaine entre ses trois fils. Le domaine de Kaga est remis à Maeda Mitsutaka. Cependant, un fief de 100 000 koku est créé pour son deuxième fils Maeda Toshitsugu (le domaine de Toyama), et un autre de 70 000 koku pour son troisième fils Maeda Toshiharu (le domaine de Daishōji).
Initialement, le domaine de Toyama est composé de plusieurs territoires discontinus : 60 000 koku dans le district de Nei, 16 800 koku dans le district de Niikawa (sur la rive ouest de le fleuve Kurobe), 3 170 koku dans sept villages autour de la ville de Toyama et une exclave dans la province de Kaga de 20 000 koku dans le district de Nomi. Bien que Maeda Toshitsugu se soit installé dans le château de Toyama en 1640, initialement le château lui-même reste une partie du domaine de Kaga et il a l'intention de construire un nouveau château ailleurs dans le district de Nei. Cependant, il n'est pas en mesure de réunir des fonds pour cette entreprise et, en 1659, conclut un accord avec le domaine de Kaga pour échanger les participations dans le district de Niikawa et l'exclave dans la province de Kaga pour le château de Toyama et les 27 000 koku de terres environnantes. En 1661, il reçoit la permission du shogunat Tokugawa de reconstruire le château et d'installer une ville fortifiée.
Avec le développement de nouvelles terres rizicoles pendant l'ère Kyōhō (1716-1735), le kokudaka de la province de Toyama est évalué à 140 000 koku. Le domaine a plusieurs autres sources de revenus, comme la pêche, la production de médecines traditionnelles chinoises, la production de papier washi, et la sériciculture, qui font augmenter son kokudaka à plus de 200 000 koku. Cependant, cela ne signifie pas que le domaine soit très prospère, car sa position de subordonné envers le domaine de Kaga signifie que les revenus supplémentaires sont constamment utilisés pour rembourser les dettes au domaine parent. De plus, Toyama subit des inondations fréquentes et d'autres catastrophes naturelles. En 1831, la majeure partie de la ville est détruite dans un incendie et, en 1858, un tremblement de terre suivi d'inondations ravage de nouveau la ville. Le domaine sous l'autorité de Maeda Toshiatsu est obligé de se tourner vers le domaine de Kaga pour obtenir de l'aide financière et une assistance pour réprimer des révoltes paysannes.
Durant la guerre de Boshin de la restauration de Meiji, le domaine rejoint les forces impériales et fournit quatre compagnies de soldats (158 hommes) lors de la bataille de Hokuetsu contre le domaine de Nagaoka.
Après le conflit, et avec l'abolition du système han en juillet 1871, le domaine de Toyama devient brièvement la préfecture de Toyama qui est, par la suite, absorbée dans la préfecture d'Ishikawa en avril 1876. Elle redevient une préfecture distincte en mai 1883.

## Possessions à la fin de l'époque d'Edo
Comme la plupart des domaines japonais, Toyama est composé de plusieurs territoires discontinus dont la valeur kokudaka est fondée sur une estimation périodique du potentiel agricole,.
- Province d'Etchū
  - 180 villages dans le district de Nomi
  - 64 villages dans le district de Niikawa

## Liste des daimyōs
| #                             | Nom                         | Règne     | Titre de courtoisie       | Rang de cour            | Kokudaka               |
| ----------------------------- | --------------------------- | --------- | ------------------------- | ----------------------- | ---------------------- |
| Clan Maeda (tozama) 1639-1871 |                             |           |                           |                         |                        |
| 1                             | Maeda Toshitsugu (前田利次) | 1639-1674 | Awa-no-kami (淡路守)      | 4e inférieur (従四位下) | 100 000 koku           |
| 2                             | Maeda Masatoshi (前田正甫)  | 1674-1706 | Ōkura-no-shoyu (大蔵少輔) | 4e inférieur (従四位下) | 100 000 koku           |
| 3                             | Maeda Toshioki (前田利興)   | 1706-1724 | Nagato-no-kami (長門守)   | 4e inférieur (従四位下) | 100 000 → 140 000 koku |
| 4                             | Maeda Toshitaka (前田利隆)  | 1724-1744 | Izumo-no-kami (出雲守)    | 4e inférieur (従四位下) | 140 000 koku           |
| 5                             | Maeda Toshiyuki (前田利幸)  | 1745-1762 | Izumo-no-kami (出雲守)    | 5e inférieur (従五位下) | 140 000 koku           |
| 6                             | Maeda Toshitomo (前田利與)  | 1762-1777 | Awa-no-kami (淡路守)      | 4e inférieur (従四位下) | 140 000 koku           |
| 7                             | Maeda Toshihisa (前田利久)  | 1777-1787 | Nagato-no-kami (長門守)   | 4e inférieur (従四位下) | 140 000 koku           |
| 8                             | Maeda Toshinori (前田利謙)  | 1787-1801 | Izumo-no-kami (出雲守)    | 4e inférieur (従四位下) | 140 000 koku           |
| 9                             | Maeda Toshitsuyo (前田利幹) | 1801-1835 | Izumo-no-kami (出雲守)    | 5e inférieur (従五位下) | 140 000 koku           |
| 10                            | Maeda Toshiyasu (前田利保)  | 1835-1846 | Izumo-no-kami (出雲守)    | 4e inférieur (従四位下) | 140 000 koku           |
| 11                            | Maeda Toshitomo (前田利友)  | 1846-1853 | Izumo-no-kami (出雲守)    | 4e inférieur (従四位下) | 140 000 koku           |
| 12                            | Maeda Toshikata (前田利聲)  | 1854-1859 | Ōkura-no-shoyu (大蔵少輔) | 4e inférieur (従四位下) | 140 000 koku           |
| 13                            | Maeda Toshiatsu (前田利同)  | 1859-1871 | Awa-no-kami (淡路守)      | 4e inférieur (従四位下) | 140 000 koku           |